# 黒部峡谷鉄道ハ形客車
黒部峡谷鉄道ハ形客車（くろべきょうこくてつどうハがたきゃくしゃ）は、1923年（大正12年）に登場した黒部峡谷鉄道の普通客車。
本形式は大別すると「C形」「K形」と呼ばれる2種類の仕様があるが、本稿では基本的な仕様であるC形について主に記述し、K形について記述する際はその旨を明示する（C形とK形については#解説を参照）。また、ハ形から改造して誕生した黒部峡谷鉄道ハト形貨車についても記述する（#転用車両を参照）。

## 概説
民営鉄道が保有する旅客車中「現役長寿」「全長最少」「最軽量」「最少定員」の4部門で日本一の車両で、一部の車両は古くからの形態のままで運用されている。
黒部峡谷鉄道では唯一の2軸客車である。ボギー車の1000形は1両あたりの定員が27名なのに対して本形式は18名と比較的小型である。
無蓋車に屋根を付けたような風貌であることから、同様の形状を持つ1000形客車とともに「開放形」や「オープン形」などと呼ばれる。
1000形を「B形」、2000形を「A形」などと呼ぶのに対して本形式は「C形」と呼ばれている。
ただし、本形式のうち車番が50番台の車両は仕様など様々な面で他のハ形とは大きく異なる。これらの車両は関西電力の貸切専用車両で、「K形」と呼ばれる。C形が「開放形」なのに対して、K形は「密閉形」となっている。また、座席配置の関係から定員は16名であり、C形よりも2名少ない。

## 歴史
黒部峡谷鉄道は1923年から発電所建設の資材輸送のため軌道の敷設を開始した。その際に貨車として登場した車両が本形式である。当鉄道は資材輸送のための鉄道であったが、当時から「無料便乗」という形で地元の人々が乗車しており、次第に登山客なども乗車するようになっていた。しかし、1953年（昭和28年）11月まで地方鉄道業法の適用は受けておらず、正式な旅客営業は行っていなかった。その後も増大する観光需要に対応するため、地方鉄道業法の許可を得ることになり、1953年11月5日に関西電力がこれを取得して正式な営業運転が開始された。
長らく主力客車として観光客の輸送で活躍したものの、次第に観光客の輸送からは外れて混合列車などで運用されるようになった。1990年頃にはシーズン中の7-8月および10月にのみ一般の列車で運用され、それ以外は混合列車で運用されていた。なお、一般の列車で使用する際は10両編成で編成定員236名として運用していた。そして、1994年頃を最後に基本的には観光客の輸送から外れた。
その後は関西電力職員や作業員の輸送等を中心に運用されるようになり、2023年現在に至る。

## 構造

### 車体
無蓋車に屋根を取り付けたような形状の車体である。
材質は台枠、骨格、屋根が金属製、側面と妻面が木製となっているのが基本だが、一部の車両では鋼体化が行われている。
一方でK形は「密閉形」となっており、側面と妻面にアルミサッシが取り付けられ、窓ガラスが取り付けられている。車体は鋼製になっている。

### 内装
座席は3人掛けの座席が枕木方向に6列並んでいる。
一方でK形の座席配置はC形と全く異なり、ロングシートとなっている。

### 走り装置
走り装置は単台車（二軸車）である。

### 連結器
連結器は黒部峡谷鉄道で採用されているピン・リンク式連結器を装備している。

## 形式
「ハ形」とまとめられる車両のうち、特定の仕様を持つ車両には「ハ」の後ろにもう一文字を追加して形式を示している。

### ハフ
尾灯、車掌弁、圧力計などを設置し、緩急車として運用できる仕様とした車両。
2022年現在、現役のC形は全てこの仕様になっている。

### ハト
（#転用車両を参照）

## 運用
本節では2020年代初頭現在の運用について記述する。過去の運用については#歴史を参照。
1000形などの他形式は基本的に固定編成を採用しているのに対して、本形式は一定の編成を組むことはせず、1両ずつ単独で運用がなされている。
車両の扱いは普通運賃のみで乗車できる普通車であるが、一般の列車はボギー車で統一されているため、イベントや一部のツアー列車を除いて一般客は乗車できない。おもに混合列車や工事列車に貨車とともに連結され、関西電力職員や作業員の輸送などで活躍している。また、これらの列車の緩急車として運用することもあり、ハフ形1両に車掌が乗務して列車の最後部に連結される。

## 現役車両
現役車両（2022年現在）は以下の通り。C形、K形合わせて21両が現役で運用されている。
- C形（計17両）
  - ハフ3 - 8, 11, 13, 15-21, 31, 32[7]
- K形（計4両）
  - ハ51 - 54[7]

現役車両各車の仕様のうち、標準的な仕様ではないものなど、特筆すべき仕様は以下の表の通り。
| 形式 | 車番 | 主な仕様          | 主な仕様   | 備考 |
| 形式 | 車番 | 車体材質          | 全長、全高 | 備考 |
| ---- | ---- | ----------------- | ---------- | ---- |
| ハフ | 3    | 木製（2010年8月） |            |      |
| ハフ | 4    |                   |            |      |
| ハフ | 5    |                   |            |      |
| ハフ | 6    |                   |            |      |
| ハフ | 7    |                   |            |      |
| ハフ | 8    |                   |            |      |
| ハフ | 11   |                   |            |      |
| ハフ | 13   |                   |            |      |
| ハフ | 15   |                   |            |      |
| ハフ | 16   |                   |            |      |
| ハフ | 17   |                   |            |      |
| ハフ | 18   | 木製（2012年4月） |            |      |
| ハフ | 19   |                   |            |      |
| ハフ | 20   |                   |            |      |
| ハフ | 21   |                   |            |      |
| ハフ | 31   | 鋼製（2012年5月） |            |      |
| ハフ | 32   |                   |            |      |

| 形式 | 車番 | 主な仕様 | 備考 |
| 形式 | 車番 | 車体材質 | 備考 |
| ---- | ---- | -------- | ---- |
| ハ   | 51   | 鋼製     |      |
| ハ   | 52   | 鋼製     |      |
| ハ   | 53   | 鋼製     |      |
| ハ   | 54   | 鋼製     |      |

## 転用車両

### 黒部峡谷鉄道ハト形貨車（貨車への改造）
黒部峡谷鉄ハト形貨車（くろべきょうこくてつどうハトがたかしゃ）は、2016年（平成28年）に登場した黒部峡谷鉄道の貨車（屋根付き無蓋車）。
ハト9の1両のみ存在する。黒部峡谷鉄道ハ形客車のハフ9を改造・転用した車両。改造日は2016年5月1日となっている。主に混合列車に連結され、作業員の手荷物運搬車として運用されている。
2012年頃には本形式と同様に座席を撤去した黒部峡谷鉄道ハ形客車が存在し、貨車代用として運用されていたが、「ハト」への形式変更はされなかった。
| 形式 | 車番 | 主な仕様 | 主な仕様 | 備考                |
| 形式 | 車番 | 車体材質 | 内装     | 備考                |
| ---- | ---- | -------- | -------- | ------------------- |
| ハト | 9    |          |          | ハフ9から改造・転用 |

## 保存車両

### ハフ10

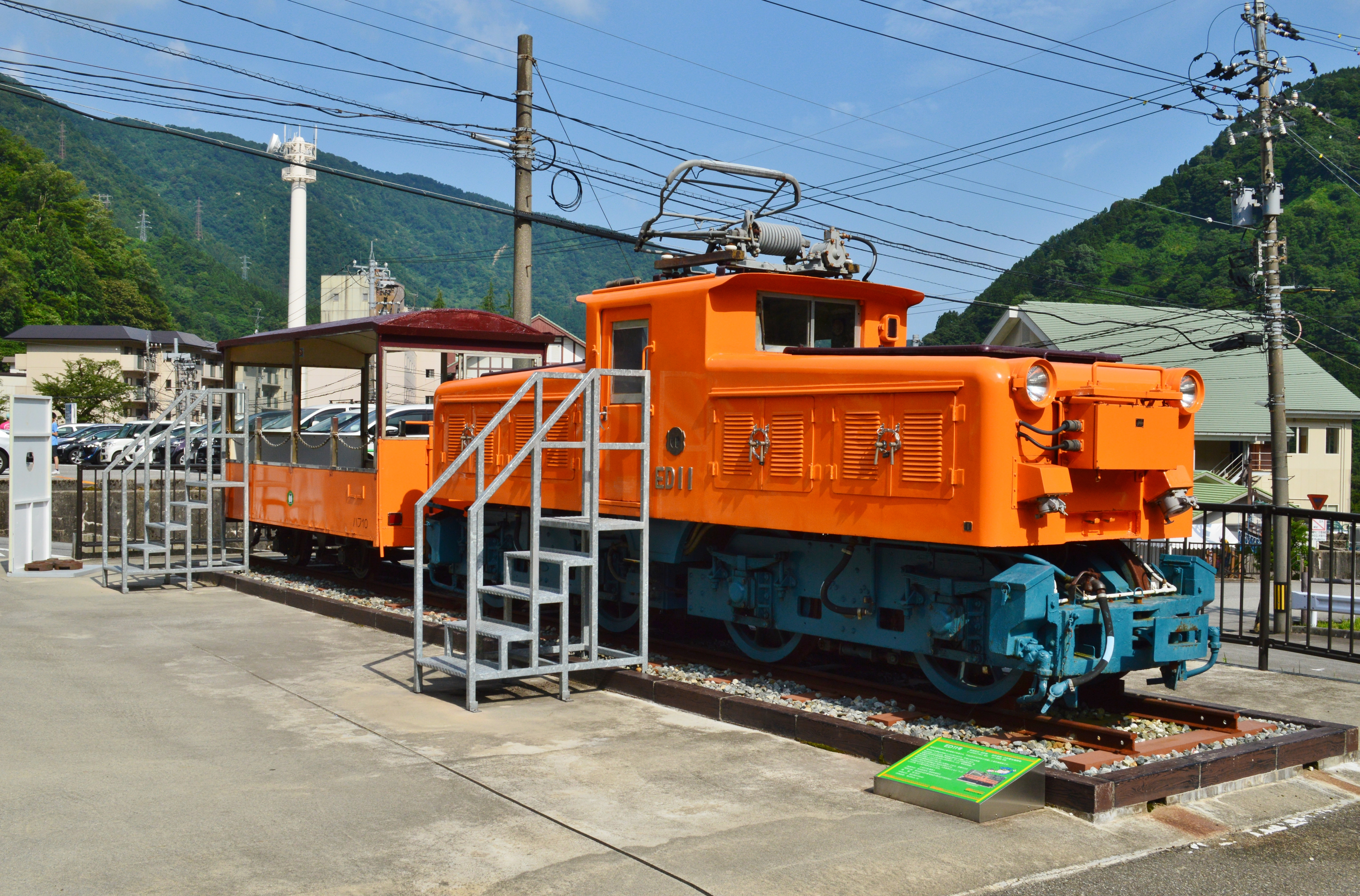
ED11とともに展示されているハフ10

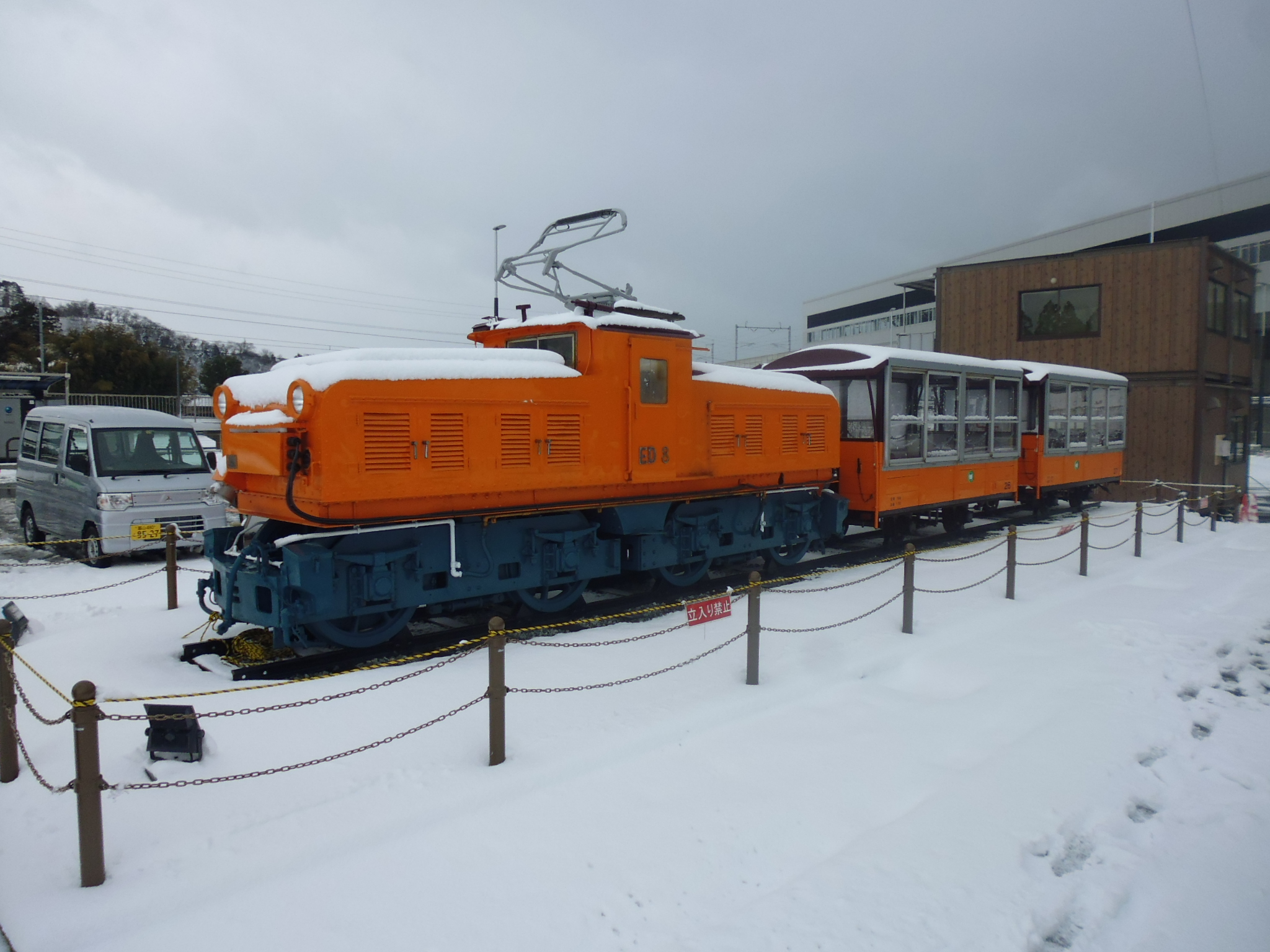
ED8とともに展示されているハフ26・ハフ27

宇奈月駅から徒歩1分のトロッコ広場にてED11とともに展示されている。

### ハフ26・ハフ27
北陸新幹線黒部宇奈月温泉駅と、隣接する富山地方鉄道本線新黒部駅付近に「トロッコ電車のオブジェ」としてED8とともに展示されている。これらの車両展示は両駅開業時に「新幹線駅前オブジェ整備」として黒部市が設置したもので、当駅開業前は黒部市が所有するキャンプ施設『どやまらんど明日』のテントサイト付近に保存されていた。

### ハ29
黒部市宇奈月町下立のふるさと水環境公園（下立農村公園）にED13とともに展示されている。
1992年に廃車となり、1993年に宇奈月町（現在の黒部市）へ譲渡され、同公園に展示された。露天での展示のため徐々に車体へ傷みが発生していたが、2021年に黒部峡谷鉄道が「創立50周年記念事業」として修復を行った。側板の交換、再塗装が行われ、ED13と共に補修された。

### ハ36・ハ37
黒部市宇奈月町浦山にある大橋農村公園にBB5とともに展示されている。